# Pavillon auf dem Westfriedhof

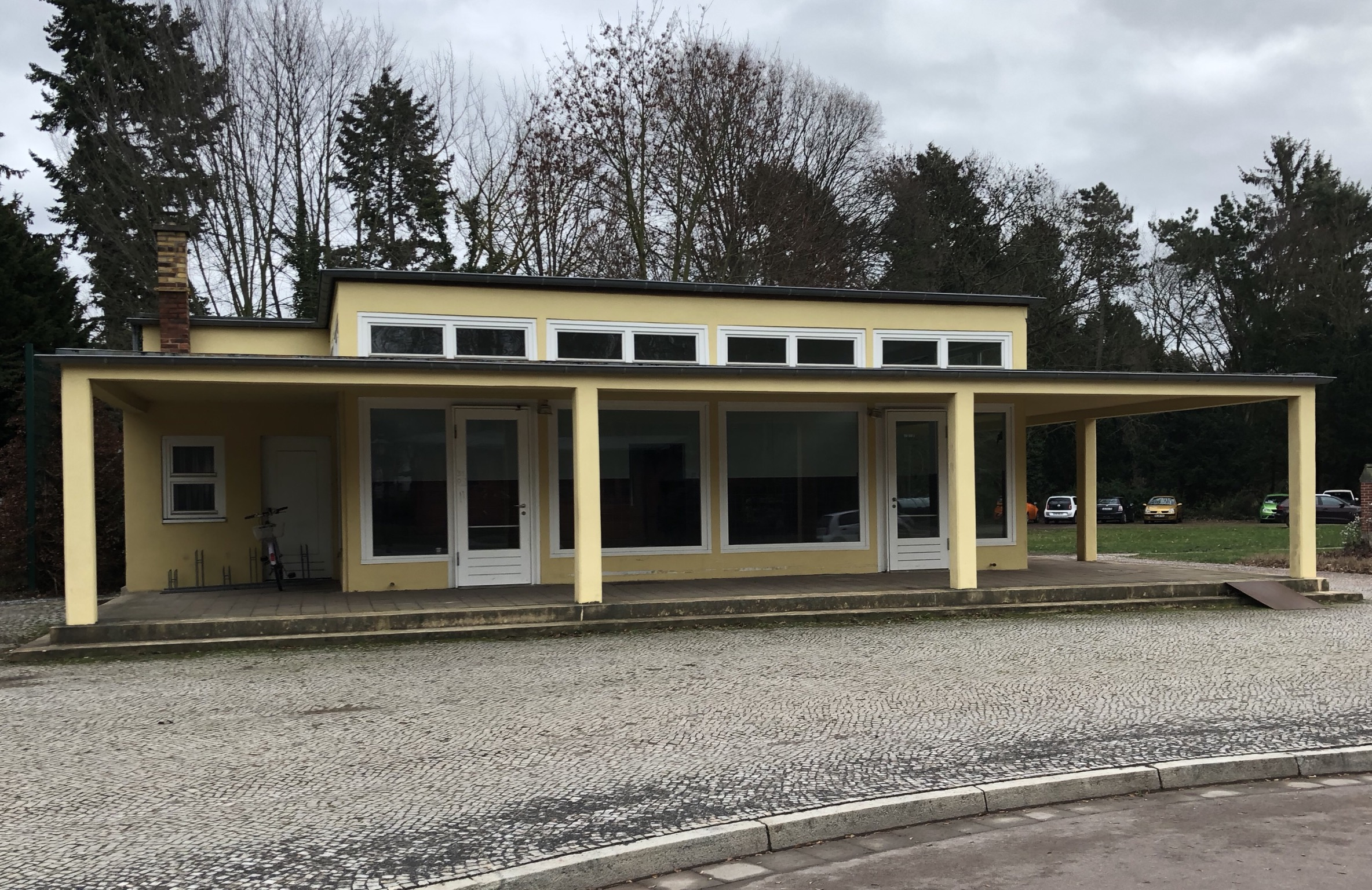
Pavillon auf dem Westfriedhof

Der Pavillon auf dem Westfriedhof ist ein denkmalgeschütztes Gebäude in Magdeburg in Sachsen-Anhalt.

## Lage
Es befindet sich auf dem Westfriedhof unmittelbar südlich des Haupteingangs im Magdeburger Stadtteil Stadtfeld West an der Adresse Große Diesdorfer Straße 160.

## Architektur und Geschichte
Der durch klare Formgebung charakterisierte Pavillon entstand im Stil des Neuen Bauens in den Jahren 1929/1930 nach Entwürfen von Johannes Göderitz und Fritz Kneller für das Magdeburger Hochbauamt. Der kubisch und transparent wirkende Bau entstand mittels einer leichten Konstruktion aus Stahlbeton. Der Verkaufsraum ist auf kompletter Höhe verglast und mit einem Flachdach bedeckt. Um diesen Raum ist ein an Kolonnaden erinnernder Umgang angeordnet, dessen Dach auf schlanken, vierkantigen Pfeilern ruht.
Auf der Rückseite ist ein kleiner Trakt für Büro und Lager angeordnet, der jedoch nach Nordwesten aus der Mittellage heraustritt. Dieser Bereich verfügt über schmale, hochkant angeordnete Fenster.
Im örtlichen Denkmalverzeichnis ist der Pavillon unter der Erfassungsnummer 094 70736 als Baudenkmal verzeichnet.
Der Pavillon gilt als besonders bemerkenswertes und gelungenes Beispiel des Neuen Bauens und architekturgeschichtlich bedeutsam. Stadtgeschichtlich steht er als Symbol für Magdeburg als Stadt des Neuen Bauens in den 1920er Jahren. Hervorgehoben wird auch die gute Integration dieses Baus in die umgebende neogotische Bebauung.